# Салех, Бархам
Барха́м Ахме́д Сале́х (курд. بەرھەم ئەحمەد ساڵح; араб. برهم أحمد صالح‎; род. 12 сентября 1960, Сулеймания, Республика Ирак) — курдский и иракский политический деятель. Восьмой президент Ирака с 2 октября 2018 по 13 октября 2022 года.
Второй премьер-министр Иракского Курдистана с 2009 по 2012 годы, заместитель премьер-министра Ирака с 2006 по 2009 год.

## Ранние годы
Политическую деятельность начал в 16 лет, когда вступил в Патриотический союз Курдистана (ПСК). В 1979 году он был дважды арестован по обвинению в причастности к курдскому национальному движению и подпольной деятельности. Поводом стали обнаруженные у него несколько фотографий протестующих в Сулеймании. В общей сложности 43 дня Салех провёл в тюрьме Специальной следственной комиссии в Киркуке, где он подвергся пыткам. После освобождения ему всё-таки удалось окончить среднюю школу и уехать в Великобританию, с тем чтобы избежать дальнейших преследований.

## Политическая деятельность
В Лондоне Салех стал членом европейского отделения ПСК и отвечал за развитие международных отношений организации. В то же время он окончил бакалавриат и аспирантуру по гражданскому строительству в Кардиффском университете в 1983 году, а затем получил степень доктора наук в области статистики и компьютерных технологий в Университете Ливерпуля в 1987 году.

### Уход в оппозицию
В 2014 году Салех выдвигал свою кандидатуру на пост президента, но не получил поддержки курдских политических сил и уступил Фуаду Масуму. В 2016 году политик разорвал связи с ПСК и основал свою коалицию «Альянс за демократию и справедливость», с которой участвовал в выборах в федеральный парламент в мае 2018 года. Однако накануне избрания президента в парламенте в августе 2018 года вернулся в ряды ПСК и стал единственным кандидатом от партии.

## Избрание Президентом
За избрание президентом Ирака Бахрама Салеха, выдвинутого от Патриотического союза Курдистана (ПСК), проголосовали 219 депутатов Совета представителей Ирака из 273 присутствующих на заседании при общем количестве 329 членов парламента. За его главного конкурента от Демократической партии Курдистана (ДПК) бывшего руководителя канцелярии экс-главы Иракского Курдистана Масуда Барзани Фуада Хусейна отдали свои голоса лишь 22 парламентария.
При этом заседание парламента несколько раз переносили из-за отсутствия необходимого кворума. Более того, с первой попытки ни один из кандидатов не смог набрать необходимого количества голосов, поэтому депутатам пришлось проголосовать дважды.
Принимая присягу перед избравшими его депутатами, Салех поклялся защищать независимость и территориальную целостность Ирака в рамках федеральной демократической системы республики. Он также пообещал, что не допустит новых кризисов и намерен сосредоточить усилия на служении народу Ирака, а не «какой-то отдельной группы или заинтересованных лиц».
Таким образом, 2 октября 2018 года Бархам Салех стал восьмым президентом Ирака.

## Личная жизнь
Женат на Сарбаг Салех, которая является руководителем и членом-учредителем Курдского ботанического фонда и активистом по защите прав женщин. У пары двое детей: сын и дочь.